# Joe Lovano
Joseph Savatore "Joe" Lovano (29. december 1952 i Cleveland, Ohio) er en amerikansk saxofonist, klarinetist, fløjtenist.
Lovano kom frem i Woody Hermans og senere Mel Lewis' Big Band, hvor han fik sin skoling.
Han kom så med i John Scofields kvartet, og senere i Paul Motians trio, som også bestod af Bill Frisell.
Han har også spillet med McCoy Tyners kvartet. Han har indspillet en lang række plader i eget navn, og spiller også på trommer.